# Гетто в Поставах
Гетто в Поста́вах (февраль 1942 — 21 ноября 1942 года) — еврейское гетто, место принудительного переселения евреев города Поставы Витебской области в процессе преследования и уничтожения евреев во время оккупации территории Белоруссии войсками нацистской Германии в период Второй мировой войны.

## Оккупация Постав и создание гетто

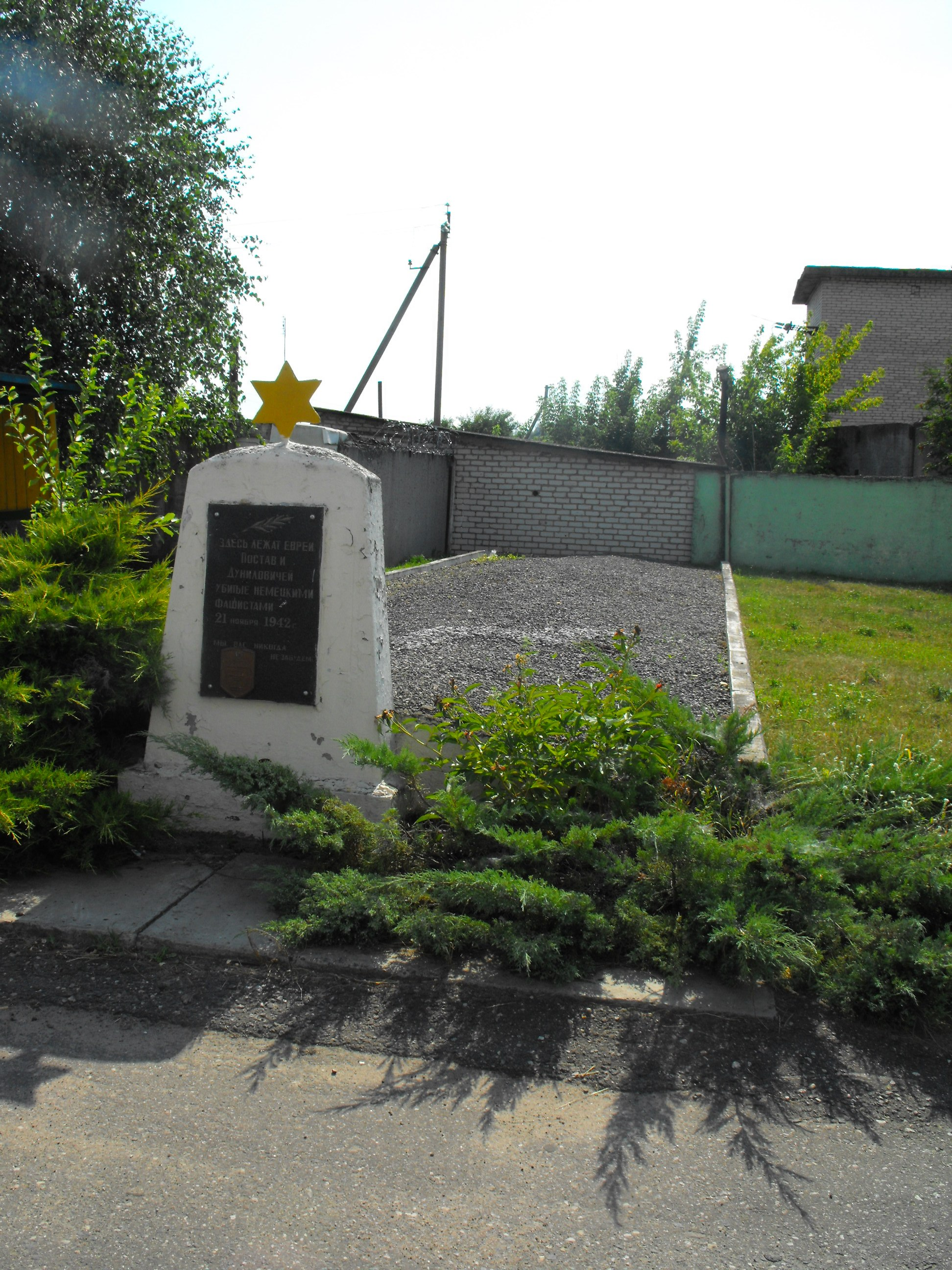
Памятник евреям Постав и Дуниловичей (улица Ленинская)

До войны в Поставах жило около 2000 евреев.
Поставы были захвачены немецкими войсками 6 июля 1941 года, и оккупация продлилась 3 года — до 5 июля 1944 года. В Поставах численность коллаборационистского гарнизона составляла до 1000 человек.
Нацисты вынудили евреев Постав организовать юденрат, возглавить который приказали бывшему зубному врачу Рубинштейну.
Реализуя нацистскую программу уничтожения евреев, немцы создавали гетто почти во всех городах и населённых пунктах Беларуси, где проживало еврейское население. Так и в Поставах оккупанты в феврале 1942 года организовали гетто в северной части города в районе улиц Базылянская и Ленинская (сейчас Горького и Браславская). Гетто занимало три улицы и было обнесено дощатым забором с колючей проволокой сверху. Всего в гетто согнали около 4000 евреев из Постав и близлежащих деревень.
Под страхом смерти евреям запрещалось появляться без нашивки в виде жёлтой шестиконечной звезды, идти по тротуару, а не по проезжей части, и ещё множество других запретов.

## Уничтожение гетто
В январе 1941 года немцы и полицаи провели «акции» (таким эвфемизмом гитлеровцы называли организованные ими массовые убийства) в гетто Постав и Дунилович — были убиты более 800 человек, из которых около 300 детей.
На 1 июля 1942 года в гетто Постав находились 848 евреев.
Поставское гетто было полностью уничтожено 21 ноября 1942 года. В этот день обречённых людей расстреляли у заранее вырытых ям в районе улице Горького. В этот же день были убиты и все узники гетто в Дуниловичах.
Евреев, избежавших расстрела и пойманных в последующие дни, расстреляли на огороде Якубовского Якова Сулеймановича (сейчас там дом № 83 на улице Ленинской).
Всего в Поставском гетто были убиты около 4000 человек.

## Сопротивление
В гетто действовала подпольная группа во главе со Шмуэлем Заславским.

## Случаи спасения
Благодаря подпольщице Ане Масловской, подпольщики заранее узнали о планах немцев по уничтожению гетто и, устроив подкоп, помогли бежать многим узникам в Козянский лес к партизанам.
Несколько сотен евреев, бежавших из гетто Куренец, Долгиново и Постав, нашли сначала спасение и убежище в лесах у озера Нарочь, а затем часть их была выведена через линию фронта в районе «Суражских ворот» в сентябре-декабре 1942 года и январе-феврале 1943 года. Спасённые евреи написали в Центральный штаб партизанского движения коллективное письмо на имя П. К. Пономаренко, в котором благодарили политрука Н. Я. Киселёва за своё спасение и просили представить его к правительственной награде.

## Память
В 1956 году в Поставах на могиле жертв геноцида евреев на улице Горького была установлена стела. В 2000-х годах на этом месте появился новый памятник.
Также в Поставах установлен памятник убитым евреям Постав и Дуниловичей на улице Ленинская (бывшая Браславская).